# Kiddouchine
 (janvier 2020).

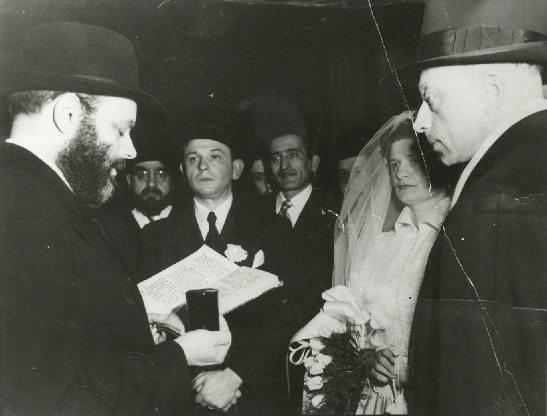
Menachem Mendel Schneerson officiant dans une cérémonie de Kiddouchine

Kiddouchine (Hébreu : קִידּוּשִׁין) est un traité du Talmud qui fait partie de l'Ordre Nachim. Le traité porte principalement sur les dispositions juridiques relatives aux fiançailles halakhiques et au mariage.
Dans la loi juive, un engagement (kiddouchin) est un contrat entre un homme et une femme par lequel ils promettent mutuellement de se marier, et qui définit les conditions dans lesquelles le mariage aura lieu. La promesse peut être faite par les parties intéressées ou par leurs parents respectifs ou d'autres parents en leur nom.

## Structure
Kiddoushin se compose de 4 chapitres. Il a 46 pages de Mishnah et 82 pages de Guémara. Il est inclus dans le Talmud de Jérusalem et le Talmud de Babylone.
Selon Sherira Gaon dans sa lettre, le premier sugya (sujet) du Talmud babylonien de Kiddouchine est un ajout saboraique ou géonique et n'a pas été écrit par des  Amoraïm comme le reste du Talmud. En effet, le sugya se concentre sur des questions stylistiques et grammaticales qui n'ont aucune implication halakhique ou aggadique. Néanmoins, Yitzchok Zilberstein a jugé que l'on ne peut pas faire de Siyoum si l'on a pas appris le sugya d'ouverture.

### En-têtes de chapitre
1. Haïcha Nikneït
2. Haïch Mekadech
3. Haomer
4. Assara Yuchasin